# 邓芳芝

1956年11月16日，毛泽东在北京接见黄继光的母亲邓芳芝（右一），和毛握手者为彭湃母亲周凤。

邓芳芝（1891年—1975年），四川省中江县人，中国人民志愿军特级英雄黄继光的母亲。

## 生平
1952年黄继光牺牲后，邓芳芝又相继送一个儿子、三个孙子、两个孙女参加中国人民解放军。1953年4月，邓芳芝获选全国妇女代表并出席全国妇女大会，获得毛泽东接见。1954年，她当选第一届全国人大代表。9月，她出席第一届全国人大第一次会议讨论宪法草案，期间并发言。毛泽东之后又在1955年和1960年再次接见她。1975年，她在故乡病逝。

## 荣誉
- 朝鲜民主主义人民共和国一级国旗勋章。
- 1965年参加中国人民赴朝访问团，获朝鲜民主主义人民共和国一级国旗勋章，是第一至四届全国人大代表。

## 任职
中华人民共和国第一至四届全国人大代表。

## 家庭
- 儿子黄继光，中国人民志愿军特级英雄。